# HDD ZM Olimpija 2004/05
Sezona 2004/05 HDD ZM Olimpija, ki je osvojila naslov podprvaka v slovenski ligi in uvrstitev v četrtfinale v mednarodni ligi.

## Postava
- Trener:  Matjaž Sekelj

| Vratarji | Vratarji  | Vratarji        | Vratarji    | Vratarji | Vratarji                   | Vratarji             |
| -------- | --------- | --------------- | ----------- | -------- | -------------------------- | -------------------- |
| #        | Nar       | Igralec         | Boljša roka | Sez.     | Starost (rojstni dan)      | Kraj rojstva         |
|          | Slovenija | Andrej Hočevar  | leva        | 2        | 19 let (21. november 1984) | Ljubljana, Slovenija |
|          | Finska    | Tommi Satosaari | leva        | 2        | 29 let (17. februar 1975)  | Jyväskylä, Finska    |

| Branilci | Branilci  | Branilci            | Branilci    | Branilci | Branilci                   | Branilci                 |
| -------- | --------- | ------------------- | ----------- | -------- | -------------------------- | ------------------------ |
| #        | Nar       | Igralec             | Boljša roka | Sez.     | Starost (rojstni dan)      | Kraj rojstva             |
|          | Slovenija | Metod Bevk          | desna       | 2        | 20 let (1. julij 1984)     | Kranj, Slovenija         |
|          | Slovenija | Igor Cvetek         | leva        | 2        | 17 let (12. november 1986) | Ljubljana, Slovenija     |
|          | Slovenija | Damjan Dervarič (C) | leva        | 6        | 22 let (6. februar 1982)   | Ljubljana, Slovenija     |
|          | Slovenija | Boštjan Groznik     | leva        | 3        | 22 let (8. julij 1982)     | Brezje, Slovenija        |
|          | Slovenija | Janez Igličar       | desna       | 1        | 18 let (13. februar 1986)  | Ljubljana, Slovenija     |
|          | Kanada    | John Jakopin        | desna       | 1        | 29 let (16. maj 1975)      | Toronto, Ontario, Kanada |
|          | Slovenija | Žiga Petač          | desna       | 1        | 24 let (28. februar 1980)  | Ljubljana, Slovenija     |
|          | Slovenija | Mitja Robar         | leva        | 1        | 21 let (4. januar 1983)    | Maribor, Slovenija       |
|          | Slovenija | Žiga Svete          | leva        | 2        | 19 let (13. april 1985)    | Bled, Slovenija          |
|          | Slovenija | Bojan Zajc          | desna       | 14       | 38 let (7. november 1965)  | Ljubljana, Slovenija     |

| Napadalci | Napadalci          | Napadalci         | Napadalci | Napadalci   | Napadalci | Napadalci                  | Napadalci                    |
| --------- | ------------------ | ----------------- | --------- | ----------- | --------- | -------------------------- | ---------------------------- |
| #         | Nar                | Igralec           | Položaj   | Boljša roka | Sez.      | Starost (rojstni dan)      | Kraj rojstva                 |
|           | Slovenija          | Anže Emeršič      | C         |             | 1         | 21 let (27. marec 1983)    | Ljubljana, Slovenija         |
|           | Slovenija          | Blaž Emeršič      | F         | leva        | 7         | 23 let (10. oktober 1980)  | Ljubljana, Slovenija         |
|           | Slovenija          | Andrej Hebar      | F         | leva        | 2         | 20 let (7. september 1984) | Ljubljana, Slovenija         |
|           | Slovenija          | Matic Kralj       | F         | leva        | 1         | 21 let (5. januar 1983)    | Ljubljana, Slovenija         |
|           | Slovenija          | Jure Kralj        | RW        | leva        | 2         | 20 let (5. julij 1984)     | Jesenice, Slovenija          |
|           | Slovenija          | Gregor Krivic     | LW        | leva        | 3         | 20 let (12. februar 1984)  | Ljubljana, Slovenija         |
|           | Slovenija          | Bor Ladiha        | LW        | leva        | 3         | 20 let (8. februar 1984)   | Ljubljana, Slovenija         |
|           | Kanada             | Manny Malhotra    | C         | leva        | 1         | 24 let (18. maj 1980)      | Mississauga, Ontario, Kanada |
|           | Slovenija          | Egon Murič        | C         | leva        | 3         | 22 let (15. januar 1982)   | Bled, Slovenija              |
|           | Slovenija          | Aleš Mušič        | C         | leva        | 5         | 22 let (28. junij 1982)    | Ljubljana, Slovenija         |
|           | Kanada             | Matt Pettinger    | LW        | leva        | 1         | 23 let (22. oktober 1980)  | Edmonton, Alberta, Kanada    |
|           | Slovenija          | Martin Pirnat     | RW        | leva        | 3         | 25 let (10. januar 1979)   | Ljubljana, Slovenija         |
|           | Slovenija          | Grega Por         | LW        | leva        | 1         | 26 let (3. november 1977)  | Jesenice, Slovenija          |
|           | Rusija · Slovenija | Ildar Rahmatuljin | RW        | leva        | 7         | 43 let (9. januar 1961)    | Kazan, Rusija                |
|           | Slovenija          | Mitja Šivic       | RW        | leva        | 7         | 25 let (1. september 1979) | Brezje, Slovenija            |
|           | Slovenija          | Gregor Slak       | LW        | desna       | 1         | 21 let (7. maj 1983)       | Ljubljana, Slovenija         |
|           | Slovenija          | Edo Terglav       | RW        | leva        | 3         | 24 let (24. januar 1980)   | Kranj, Slovenija             |
|           | Kanada             | Brian Willsie     | RW        | desna       | 1         | 26 let (16. marec 1978)    | London, Ontario, Kanada      |
|           | Slovenija          | Gašper Župan      | RW        | leva        | 3         | 20 let (3. september 1984) | Ljubljana, Slovenija         |

## Tekmovanja

### Slovenska liga
Uvrstitev: 2. mesto

#### Drugi del
| #         | Klub                        | OT        | Z         | N         | P         | DG        | PG        | +/-       | T         |
| Skupina A | Skupina A                   | Skupina A | Skupina A | Skupina A | Skupina A | Skupina A | Skupina A | Skupina A | Skupina A |
| --------- | --------------------------- | --------- | --------- | --------- | --------- | --------- | --------- | --------- | --------- |
| 1         | HK Acroni Jesenice          | 12        | 10        | 2         | 0         | 71        | 21        | +50       | 25 (3)    |
| 2         | HDD ZM Olimpija             | 12        | 5         | 4         | 3         | 32        | 23        | +9        | 15 (1)    |
| 3         | HK Slavija                  | 12        | 3         | 3         | 6         | 35        | 38        | -3        | 11 (2)    |
| 4         | HK HIT Casino Kranjska Gora | 12        | 1         | 1         | 10        | 22        | 78        | -56       | 4 (1)     |

#### Finale
Igralo se je na štiri zmage po sistemu 2-2-1-1-1.
| 1. april 2005 | HK Acroni Jesenice | 4:1 | HDD ZM Olimpija | Dvorana Podmežakla, Jesenice |

| Poročilo tekme | Poročilo tekme                             | Poročilo tekme  | Poročilo tekme | Poročilo tekme |
| -------------- | ------------------------------------------ | --------------- | -------------- | -------------- |
| Začetek: 17:30 | Jan 03 Vukčevič 34 Razingar 59 Razingar 60 | (1:0, 1:1, 2:0) | 29 Zajc        | Gledalci: 3500 |

| 3. april 2005 | HK Acroni Jesenice | 3:0 | HDD ZM Olimpija | Dvorana Podmežakla, Jesenice |

| Poročilo tekme | Poročilo tekme                  | Poročilo tekme  | Poročilo tekme | Poročilo tekme |
| -------------- | ------------------------------- | --------------- | -------------- | -------------- |
| Začetek: 15:00 | M. Rodman 03 Jan 12 Razingar 30 | (2:0, 1:0, 0:0) |                | Gledalci: 4000 |

| 5. april 2005 | HDD ZM Olimpija | 2:4 | HK Acroni Jesenice | Hala Tivoli, Ljubljana |

| Poročilo tekme | Poročilo tekme       | Poročilo tekme  | Poročilo tekme                  | Poročilo tekme |
| -------------- | -------------------- | --------------- | ------------------------------- | -------------- |
| Začetek: 17:30 | Šivic 01 Malhotra 32 | (1:0, 1:1, 0:3) | 22 Jan 45 Jan 56 Goličič 60 Jan | Gledalci: 2800 |

| 9. april 2005 | HDD ZM Olimpija | 2:1 | HK Acroni Jesenice | Hala Tivoli, Ljubljana |

| Poročilo tekme | Poročilo tekme | Poročilo tekme  | Poročilo tekme       | Poročilo tekme |
| -------------- | -------------- | --------------- | -------------------- | -------------- |
| Začetek: 17:30 | Zajc 23        | (0:0, 1:1, 0:1) | 31 Goličič 46 Kranjc |                |

### Mednarodna liga
Uvrstitev: Četrtfinale

#### Redni del
| Poz | Klub                      | OT | TOČ | Z (ZP) | P (PP) | PG | DG | GR  |
| --- | ------------------------- | -- | --- | ------ | ------ | -- | -- | --- |
| 1   | HK Jesenice               | 20 | 59  | 20 (1) | 0 (0)  | 97 | 25 | +72 |
| 2   | Alba Volán Székesfehérvár | 20 | 30  | 10 (3) | 10 (3) | 57 | 54 | +30 |
| 3   | Dunaújvárosi Acélbikák    | 20 | 29  | 9 (1)  | 11 (3) | 58 | 65 | -7  |
| 4   | HK Slavija                | 20 | 25  | 9 (3)  | 11 (1) | 52 | 67 | -15 |
| 5   | HDD ZM Olimpija           | 20 | 25  | 10 (6) | 10 (1) | 53 | 71 | -18 |
| 6   | KHL Medveščak             | 20 | 12  | 2 (0)  | 18 (7) | 39 | 74 | -35 |

#### Četrtfinale
| 11. januar 2005 | HK Slavija | 6:1 | HDD ZM Olimpija | Dvorana Zalog, Ljubljana |

| Poročilo tekme | Poročilo tekme | Poročilo tekme | Poročilo tekme | Poročilo tekme |
| -------------- | -------------- | -------------- | -------------- | -------------- |
|                |                | (2-0,3-0,1-1)  |                |                |

| 12. januar 2005 | HK Slavija | 3:2 | HDD ZM Olimpija | Dvorana Zalog, Ljubljana |

| Poročilo tekme | Poročilo tekme | Poročilo tekme | Poročilo tekme | Poročilo tekme |
| -------------- | -------------- | -------------- | -------------- | -------------- |
|                |                | (0-0,1-0,2-2)  |                |                |